# Legionella
Legionella je rod patogenních gramnegativních bakterií. Do tohoto rodu patří i druhy způsobující legionelózu čili „nemoc legionářů“, zejména druh L. pneumophila. Bakterie Legionella lze snadno zviditelňovat stříbrným barvivem.
Legionella se běžně vyskytuje ve vodním prostředí a nejvíce se ji daří v teplých a vlhkých místech. Bylo identifikováno nejméně 50 druhů a 70 sérotypů. Postranní řetězce v buněčných stěnách nesou báze odpovědné za somatickou antigenní specifičnost těchto organismů. Chemické složení řetězců, jak z hlediska součástí, tak uspořádání sacharidů, určuje povahu antigenních determinantů, které jsou základem sérologické klasifikace mnoha gramnegativních bakterií.
Rod Legionella získal svůj název po červenci 1976, po „záhadném onemocnění“, které postihlo 211 osob, z nichž 34 zemřelo. Propuknutí choroby bylo nejdřív hlášeno u osob působících v organizaci American Legion – asociaci amerických vojenských veteránů. Zmíněná organizace se účastnila oslav U.S. Bicentennial (výročí 200 let událostí, které vedly k nezávislosti USA) ve Philadelphii. Epidemie nemoci u válečných veteránů, která zde vypukla, získala velkou publicitu a způsobila v USA velké obavy. 18. ledna 1977 byla jako původce identifikována dosud neznámá bakterie, později nazvaná Legionella.
Nedostatečná teplota vody v bojleru, myčce či pračce (pokud se pere jen na nízké teploty) je zdrojem množení této bakterie.
Bakterie lze zabít překročením teploty vody nad 70°C. Např. při 66°C bakterie do 2 minut zanikne. Při teplotě 60°C se čas prodlouží až na 32 minut. Pokud bude teplota vody jen 55°C, bude trvat 5 až 6 hodin, než z vody bakterie zmizí. Při teplotě vody pod 20°C bakterie může přežít pouze ve vegetačním klidu.

## Onemocnění v Česku
V České republice se každoročně vyskytují nižší stovky případů nákazy. V roce 2022 si nemoc vyžádala 33 lidských životů, podobně tomu bylo i v roce 2023.
Přehled hlášených onemocnění legionelózou v ČR:
| Rok  | Počet |
| ---- | ----- |
| 2005 | 9     |
| 2006 | 15    |
| 2007 | 19    |
| 2008 | 15    |
| 2009 | 25    |
| 2010 | 42    |
| 2011 | 58    |
| 2012 | 56    |
| 2013 | 67    |
| 2014 | 110   |
| 2015 | 120   |
| 2016 | 147   |
| 2017 | 218   |
| 2018 | 213   |
| 2019 | 280   |
| 2020 | 216   |
| 2021 | 239   |
| 2022 | 287   |
| 2023 | 342   |
| 2024 | 620   |